# Adolphe Willette
Adolphe-Léon Willette (Châlons-sur-Marne, 31 luglio 1857 – Parigi, 4 febbraio 1926) è stato un pittore, illustratore, caricaturista e litografo francese.
Willette corse come candidato anti-semita al diciannovesimo arrondissement di Parigi per le elezioni del 1889.

## Biografia
Nato in una famiglia militare, figlio del colonnello Henri-Léon Willette, aiutante di campo del maresciallo Bazaine (figlio a sua volta di Julien Joseph Arnould Willette, direttore degli approvvigionamenti militari di Bastia, e di Eugénie Mollière de Thugny), e di Marie Claire Élisabeth Junck.
Studiò per quattro anni alla École des Beaux-Arts sotto Alexandre Cabanel, allenamento che gli diede una posizione unica tra i grafici umoristi di Francia. Commedia o tragedia, raffinata futilità o satira politica, il suo lavoro è istinto con la profonda sincerità dell'artista. Lui collocò Pierrot su un nobile piedistallo tra gli eroi immaginari di Francia, e instaurò Mimi Pinson, fragile, amabile, ed essenzialmente di buon cuore, negli affetti della nazione.
Willette è nello stesso tempo il moderno Antoine Watteau della matita, e l'esponente dei sentimenti che muovono la sezione più emotiva del pubblico.
Sempre poeta, solitamente allegro, fresco e delicato, nella sua presentazione degli idilli squisitamente raffinati e caratteristicamente gallici, che illustrano il lato più charming dell'amore, spesso puri e a volte non necessariamente materialistici.
Willette spesso si rivela pungente e feroce, anche efferato, nei suoi odi, essendo un violento sebbene allo stesso tempo un partigiano generoso delle idee politiche, furiosamente compassionevole con l'amore e pietoso per le persone se sono incastrate sotto lo sperone dell'oppressione politica, o sono semplicemente vittime di un amore non corrisposto, soffrendo tutti gli spasimi di un'angoscia aggraziata che sono generati da un trattamento sprezzante. C'è fascino anche nella sua entusiasmante apoteosi della ghigliottina, e nella introduzione alle sue caricature della Morte stessa.
L'artista è stato un prolifico contribuente della stampa illustrata francese sotto gli pseudonimi Cemoi, Pierrot, Louison, Bebe e Nox, ma più spesso sotto il suo vero nome. Illustrò il Les Pierrots di Melandri e Les Giboulles d'avril, e pubblicò il suo Pauvre Pierrot e altri lavori, in cui racconta le sue storie in scene alla maniera di Busch. Decorò diversi brasseries artistiques con pitture murarie, vetri colorati & co., degni di nota Le Chat noir e La Palette d'or, e dipinse l'estremamente fantasioso soffitto per la sala musicale La Cigale. La sua caratteristicamente fantastica Parce Domine fu mostrata all'Esibizione franco-inglese nel 1908. Una rimarchevole collezione dei suoi lavori fu esposta nel 1888. Il suo Valmy è al Luxembourg, Parigi.